# Helleborus dumetorum
Helleborus dumetorum је врста кукурека.

## Опис биљке
Лишће показује велику варијабилност у густини издељености. Пендикуле могу бити веома дуге и танке и биљка има понекад „ваздушаст“ изглед попут Helleborus atrorubens када процвета. Међутим, брактеје су прилично велике и налик на лишће, што биљци може дати другачији изглед када процвета и лишће буде потпуно формирано. H. dumetorum је једна од најмањих врста кукурека и њени бледи жутозелени, неугледни цветови пречника 3-5 cm доприносе „ненаметљивом“ изгледу биљке. Ова врста не показује варирања у форми попут неких других врста кукурека. Ипак, у неким колонијама јединке могу имати веће стабло и лист, али је цвет и даље типичан за врсту.

## Ареал
Насељава источну Словенију, западну Мађарску, југозападну Аустрију, северну Хрватску и вероватно део Румуније. Понекад ствара густе колоније и то често заједно са густим шипражјем у лето.

## Значај
Ова врста је декоративна и може се гајити у башти. Вртлари је сматрају „шармантном“, „ненападном“ украсном биљком. Захвална је за гајење, али се препоручује земљиште богато азотовим солима, са довољно влаге и доста светлости, да би биљка била довољно јака и да би јој се цвеће потпуно развило.